# Megachile karooensis
Megachile karooensis är en biart som först beskrevs av Brauns 1912.  Megachile karooensis ingår i släktet tapetserarbin, och familjen buksamlarbin. Inga underarter finns listade i Catalogue of Life.